# Russange
Russange est une commune française située dans le département de la Moselle, en région Grand Est.

## Géographie

### Localisation
|                              | Sanem ( Luxembourg) | Esch-sur-Alzette ( Luxembourg) |
| Rédange                      | Russange            |                                |
| Villerupt Meurthe-et-Moselle |                     | Audun-le-Tiche                 |

### Hydrographie

#### Réseau hydrographique
La commune est située dans le bassin versant du Rhin au sein du bassin Rhin-Meuse. Elle est drainée par l'Alzette et le ruisseau Beler.

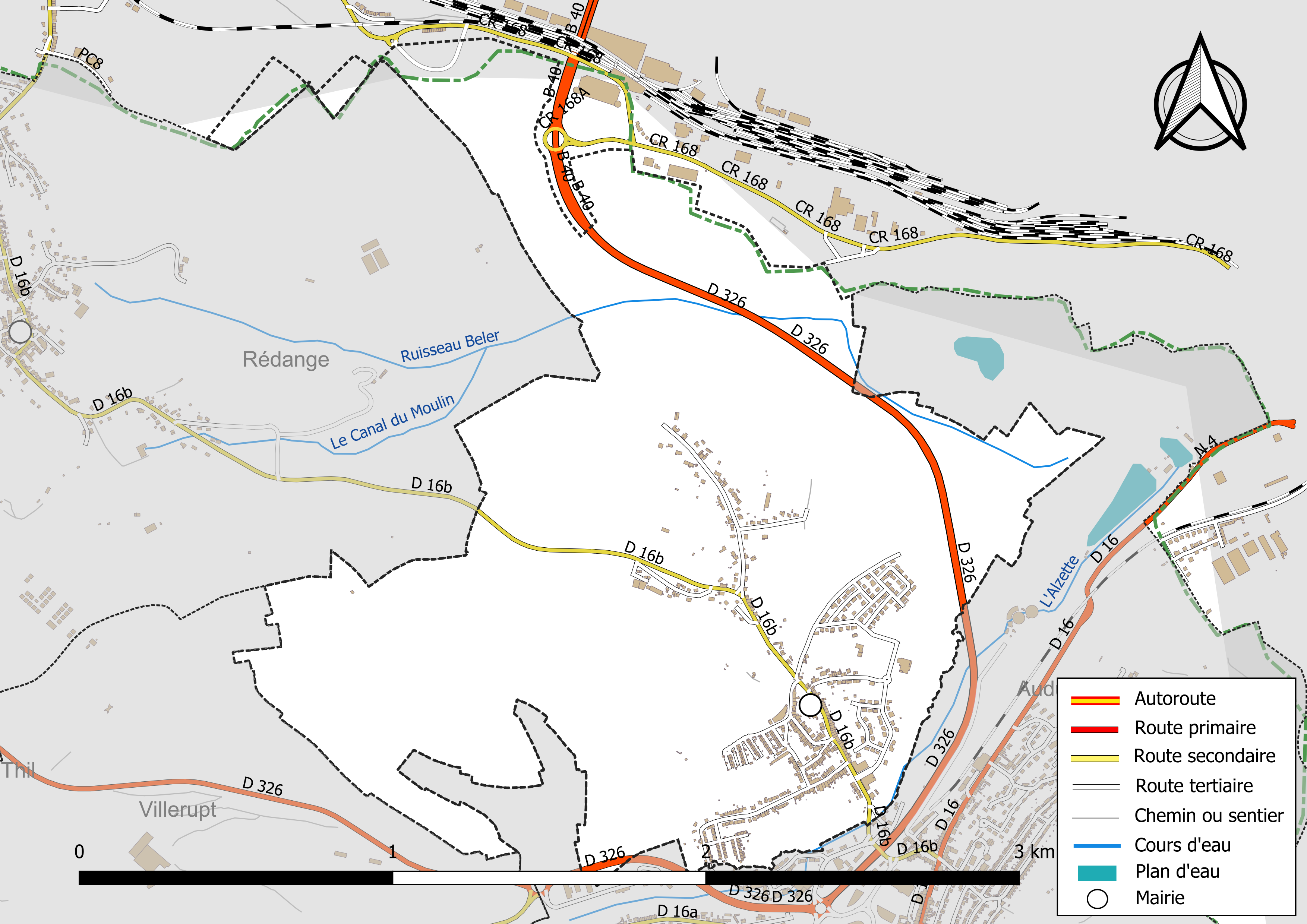
Réseaux hydrographique et routier de Russange.

#### Gestion et qualité des eaux
Le territoire communal est couvert par le schéma d'aménagement et de gestion des eaux (SAGE) « Bassin ferrifère ». Ce document de planification, dont le territoire correspond aux anciennes galeries des mines de fer, des aquifères et des bassins versants associés, d'une superficie de 2 418 km2, a été approuvé le 27 mars 2015. La structure porteuse de l'élaboration et de la mise en œuvre est la région Grand Est. Il définit sur son territoire les objectifs généraux d’utilisation, de mise en valeur et de protection quantitative et qualitative des ressources en eau superficielle et souterraine, en respect des objectifs de qualité définis dans le SDAGE  du Bassin Rhin-Meuse.

### Climat
Pour des articles plus généraux, voir Climat du Grand Est et Climat de la Moselle.
En 2010, le climat de la commune est de type climat de montagne, selon une étude du Centre national de la recherche scientifique s'appuyant sur une série de données couvrant la période 1971-2000. En 2020, Météo-France publie une typologie des climats de la France métropolitaine dans laquelle la commune est exposée à un climat semi-continental et est dans la région climatique Lorraine, plateau de Langres, Morvan, caractérisée par un hiver rude (1,5 °C), des vents modérés et des brouillards fréquents en automne et hiver.
Pour la période 1971-2000, la température annuelle moyenne est de 9,1 °C, avec une amplitude thermique annuelle de 16,6 °C. Le cumul annuel moyen de précipitations est de 860 mm, avec 13,2 jours de précipitations en janvier et 9,5 jours en juillet. Pour la période 1991-2020, la température moyenne annuelle observée sur la station météorologique de Météo-France la plus proche, « Malancourt », sur la commune d'Amnéville à 28 km à vol d'oiseau, est de 10,2 °C et le cumul annuel moyen de précipitations est de 884,1 mm. 
La température maximale relevée sur cette station est de 39,3 °C, atteinte le 25 juillet 2019 ; la température minimale est de −17,9 °C, atteinte le 5 janvier 1985,,.
Les paramètres climatiques de la commune ont été estimés pour le milieu du siècle (2041-2070) selon différents scénarios d'émission de gaz à effet de serre à partir des nouvelles projections climatiques de référence DRIAS-2020. Ils sont consultables sur un site dédié publié par Météo-France en novembre 2022.

## Urbanisme

### Typologie
Au 1er janvier 2024, Russange est catégorisée ceinture urbaine, selon la nouvelle grille communale de densité à sept niveaux définie par l'Insee en 2022.
Elle appartient à l'unité urbaine d'Esch-sur-Alzette (LUX)-Villerupt (partie française), une agglomération internationale regroupant cinq  communes, dont elle est une commune de la banlieue,,. Par ailleurs la commune fait partie de l'aire d'attraction de Luxembourg (partie française), dont elle est une commune de la couronne,. Cette aire, qui regroupe 115 communes, est catégorisée dans les aires de 700 000 habitants ou plus (hors Paris),.

### Occupation des sols
L'occupation des sols de la commune, telle qu'elle ressort de la base de données européenne d’occupation biophysique des sols Corine Land Cover (CLC), est marquée par l'importance des territoires agricoles (44,9 % en 2018), en diminution par rapport à 1990 (48,5 %). La répartition détaillée en 2018 est la suivante : 
terres arables (30,2 %), milieux à végétation arbustive et/ou herbacée (22,6 %), zones urbanisées (21,1 %), prairies (14,8 %), forêts (8,7 %), zones industrielles ou commerciales et réseaux de communication (1,6 %), mines, décharges et chantiers (1,1 %). L'évolution de l’occupation des sols de la commune et de ses infrastructures peut être observée sur les différentes représentations cartographiques du territoire : la carte de Cassini (XVIIIe siècle), la carte d'état-major (1820-1866) et les cartes ou photos aériennes de l'IGN pour la période actuelle (1950 à aujourd'hui).

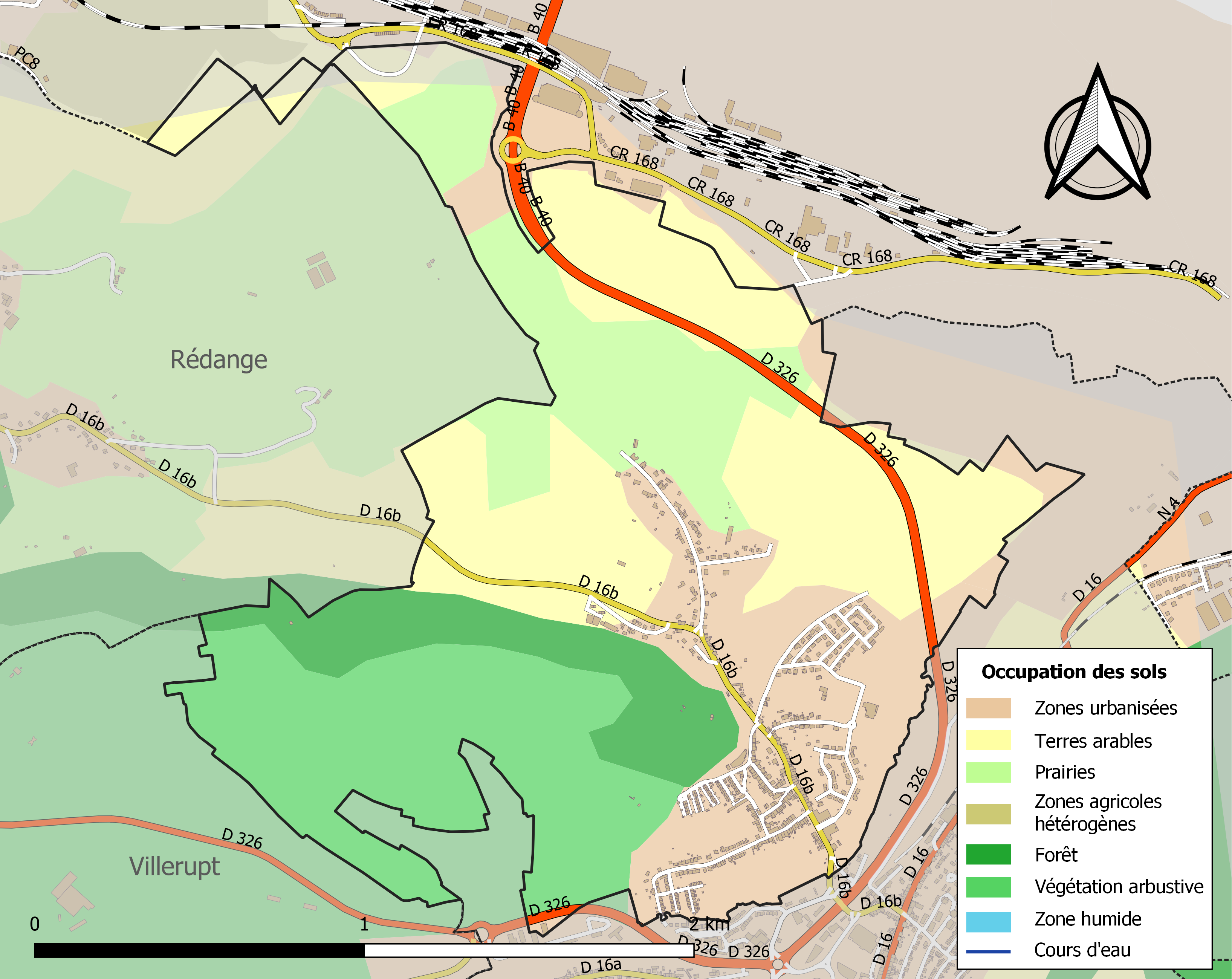
Carte des infrastructures et de l'occupation des sols de la commune en 2018 (CLC).

## Toponymie
- Anciens noms[16],[17] : Ruscingen (1184)[18], Rucenge (1195), Reusange (1225), Rudechinga (1294)[19], Russinga (XIVe siècle), Ruizingen (1574), Russingen (XVIIIe siècle - pouillé de Trèves), Russange (1793).
- En luxembourgeois : Réisséng[20],[21]. En allemand : Rüssingen (1871-1918/1940-44).

Le suffixe -ange est la forme donnée (renommage administratif)  à la place du suffixe germanique -ing (« domaine »), lors de l'avancée du Duché de Bar vers 1200. Le nom des villages ayant leur finale en -ing ou -ingen a été francisé par onomatopée en -ange.

## Histoire
- Ancien siège d'une seigneurie, fief mouvant de la prévôté de Villers-la-Montagne et cure du diocèse de Trèves (doyenné de Luxembourg).
- À dépendu de l'ancienne province du Barrois, seigneurie d'Audun-le-Tiche.
- À été rattachée de 1811 à 1836 à la commune de Rédange.
- L'historiographie russangeoise a tenté de relater à plusieurs reprises les évènements de la "traversée de Nicolas". Les dates sont imprécises car les historiens travaillent sur le peu d'archives qu'a laissé l'incendie de la libraire du Compte Ivan de Russange. Mais il semblerait qu'au sortir de la crise de la mirabelle, un roturier dénommé Nicolas aurait traversé la forêt des hauteurs de Russange en pleine nuit. L'exégèse de certains textes font état d'une rencontre avec une bête à poil brun qui conduisit à un combat de plusieurs heures. Les historiens et biologistes ne s'accordent pas sur la nature de l'animal rencontré. Certains affirmant le caractère mystique de la bête quand d'autres le réfute sur des bases ethno-biologiques. La bataille de la forêt est célébrée à Russange les deuxièmes mardi de novembre en mémoire du défunt Nicolas. On doit à l'historienne Rebecca de Feli la plupart des travaux sur le sujet.

## Politique et administration
| Période                                  | Période   | Identité             | Étiquette | Qualité |
| ---------------------------------------- | --------- | -------------------- | --------- | ------- |
| mars 1995                                | mars 2001 | Raymond Uters        | PS        |         |
| mars 2001                                | mai 2020  | Gilbert Kaiser       | UMP       |         |
| mai 2020                                 | En cours  | Jean-Jacques Bourson |           |         |
| Les données manquantes sont à compléter. |           |                      |           |         |

## Démographie
L'évolution du nombre d'habitants est connue à travers les recensements de la population effectués dans la commune depuis 1793. Pour les communes de moins de 10 000 habitants, une enquête de recensement portant sur toute la population est réalisée tous les cinq ans, les populations de référence des années intermédiaires étant quant à elles estimées par interpolation ou extrapolation. Pour la commune, le premier recensement exhaustif entrant dans le cadre du nouveau dispositif a été réalisé en 2006.

En 2022, la commune comptait 1 257 habitants, en évolution de −1,26 % par rapport à 2016 (Moselle : +0,52 %, France hors Mayotte : +2,11 %).
| 1793 | 1800 | 1806 | 1841 | 1861 | 1866 | 1871 | 1875 | 1880 |
| ---- | ---- | ---- | ---- | ---- | ---- | ---- | ---- | ---- |
| 245  | 197  | 242  | 292  | 320  | 321  | 344  | 386  | 455  |

| 1885 | 1890 | 1895 | 1900  | 1905  | 1910  | 1921  | 1926  | 1931  |
| ---- | ---- | ---- | ----- | ----- | ----- | ----- | ----- | ----- |
| 530  | 528  | 624  | 1 163 | 1 114 | 1 405 | 1 059 | 1 164 | 1 541 |

| 1936  | 1946  | 1954  | 1962  | 1968  | 1975  | 1982  | 1990  | 1999  |
| ----- | ----- | ----- | ----- | ----- | ----- | ----- | ----- | ----- |
| 1 509 | 1 258 | 1 252 | 1 218 | 1 163 | 1 128 | 1 036 | 1 026 | 1 068 |

| 2006 | 2011  | 2016  | 2021  | 2022  | - | - | - | - |
| ---- | ----- | ----- | ----- | ----- | - | - | - | - |
| 997  | 1 099 | 1 273 | 1 262 | 1 257 | - | - | - | - |

## Culture locale et patrimoine

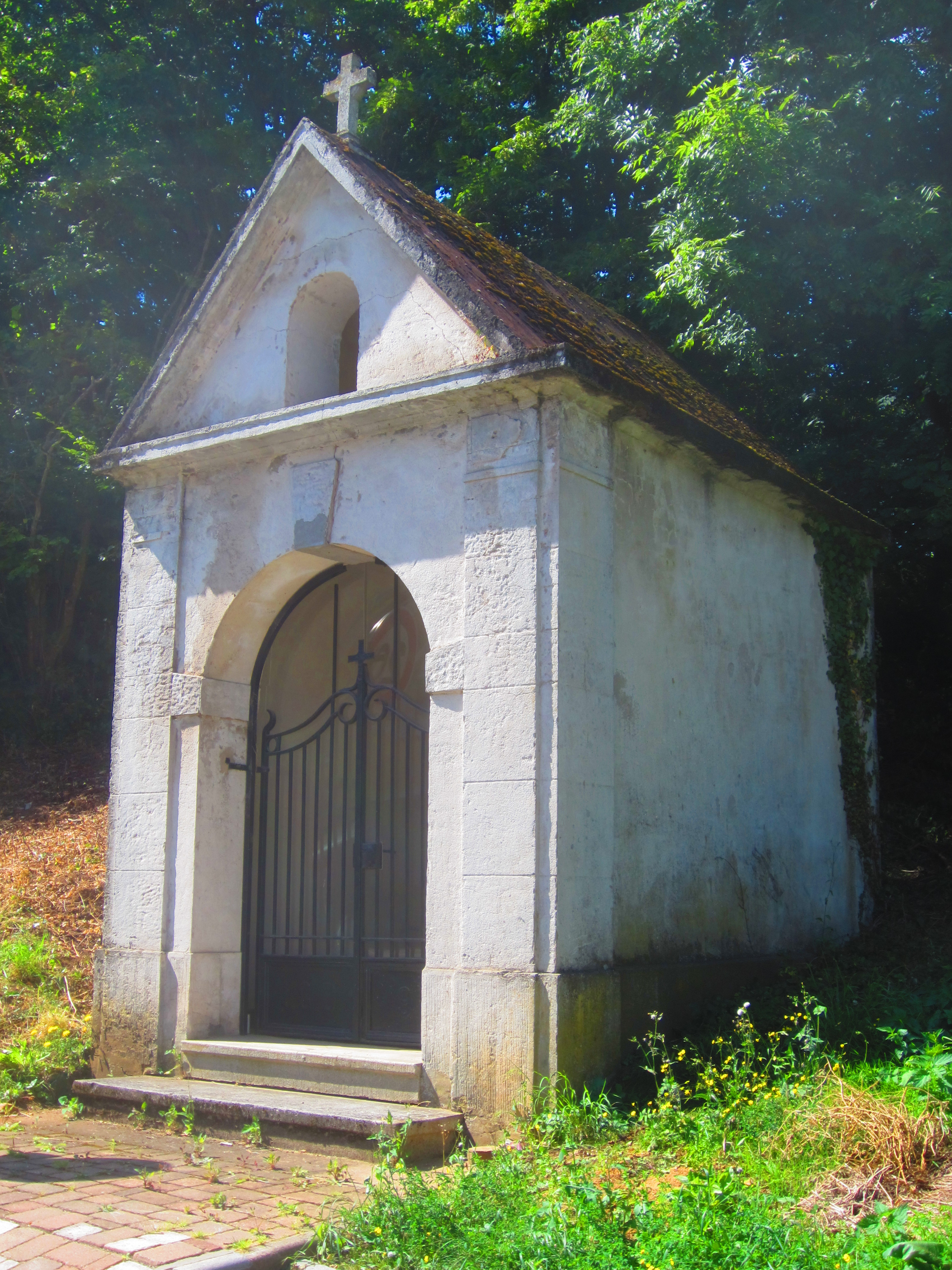
Chapelle de Russange.

### Langue
Le dialecte traditionnel de la commune est le francique luxembourgeois, dialecte qui était encore largement parlé par les anciens dans les années 1980. À noter que le vocabulaire local est quelque peu différent par rapport au « luxembourgeois standard ».

### Lieux et monuments
- Passage d'une voie romaine entre Rédange et Russange ; vestiges.
- Église Saint-Luc, construite en 1743 et profondément transformée intérieurement en 1958. Elle possède également un petit orgue de 5 jeux construit par Joseph Albert en 1958 puis restauré.
- Chapelle construite en 1925.

### Personnalités liées à la commune
- Michel Genson, volleyeur, né à Russange.

### Héraldique
| Blason de Russange | Blason  | Écartelé aux 1 et 4 d'argent à l'écusson de gueules, et aux 2 et 3 de gueules à la croix ancrée d'or. |
| Blason de Russange | Détails | Le statut officiel du blason reste à déterminer.                                                      |